# بنك فيصل الإسلامي المصري
بنك فيصل الإسلامي المصري يُعد أول بنك تجاري إسلامي مصري وافتتح أبوابه للعمل رسمياً واستقبل عملاؤه في 5 يوليو 1979م. وكانت بداية الفكرة قبل ذلك بخمس سنوات، حين تشاور المؤسسون لعمل بنك يتماشى مع الشريعة الإسلامية. أنشأ بغرض القيام بجميع الأعمال المصرفية والمالية والتجارية وأعمال الاستثمار وإنشاء مشروعات التصنيع والتنمية الاقتصادية والعمرانية والمساهمة فيها بالداخل والخارج وذلك في إطار أحكام الشريعة الإسلامية.

## التاريخ
في عام 1974، ظهرت فكرة إنشاء مصرف يتوافق مع الشريعة الإسلامية، واتفق المؤسسون فيما بينهم على إنشاء مصرف في مصر يعمل وفقاً لأحكام الشريعة الإسلامية يكون نموذجاً جديدا للصيرفة الإسلامية. وقام الأمير محمد الفيصل بن عبد العزيز آل سعود - رئيس مجلس الإدارة - بعرض الفكرة على المسئولين المصريين، حيث لاقت الفكرة ترحيباً واسعاً على المستويين الشعبي والرسمى، وتمت الموافقة على تأسيس البنك، وصدر بذلك القانون رقم 48 لسنة 1977 الذي أقره مجلس الشعب المصري في حينه، ليبدأ البنك كمؤسسة اقتصادية واجتماعية تأخذ شكل شركة مساهمة مصرية وتعمل وفقاً لأحكام الشريعة الإسلامية، وبناء على القانون رقم 142 لسنة 1981 تم تعديل نظام الإنشاء ثم تعدل مرة ثانية بالقانون رقم 97 لسنة 1996م. وقد لاقت أسهم البنك إقبالاً كبيراً حيث تجاوزت المبالغ المكتتب فيها عند التأسيس خمسة أمثال الأسهم المطروحة للاكتتاب، لذا تم تعديل رأس المال أكثر من مرة حتى وصل إلى 500 مليون دولار كرأس مال مرخص به مقابل 198 مليون دولار كرأسمال مصدر ومدفوع بالكامل، كما يدير البنك أكثر من سبعمائة ألف حساب للعملاء، وتصل أصول وموجودات البنك إلى ما يزيد على ثلاثة مليارات دولار أمريكي.

## القوانين المنظمة لعمل البنك
بالإضافة إلى القانون الخاص رقم 48 لسنة 1977م الذي تأسس البنك بموجبه والتعديلات التي تمت عليه وآخرها بناءً على القانون رقم 97 لسنة 1996... فإن البنك مسجل لدى البنك المركزى المصري كبنك تجارى يخضع لأحكام قانون البنك المركزي والجهاز المصرفي والنقد رقم 88 لسنة 2003م، كما أنه يقع تحت إشراف البنك المركزى المصري ويلتزم بتطبيق كافة تعليماته وتقديم التقارير الشهرية المطلوبة للإدارة العامة للرقابة على البنوك فضلاً عن قيام البنك المركزى المصري بالتفتيش الدورى على أعمال البنك واعتماد قوائمه المالية... وفوق ذلك فإن كافة أعمال البنك تخضع في المقام الأول لرقابة الهيئة الشرعية والتي تتولى اعتماد كافة عقود المعاملات ومراجعة تلك المعاملات من الناحية التطبيقية، كما يطلع مراقبو الحسابات الخارجيين بمهام مراجعة وتدقيق العمليات من الناحية المحاسبية.والبنك عضو في الهيئات والمنظمات الآتية :
- اتحاد بنوك مصر
- هيئة المحاسبة والمراجعة للمؤسسات المالية الإسلامية
- المجلس العام للبنوك والمؤسسات المالية الإسلامية
- مجلس الخدمات المالية الإسلامية بماليزيا.

## الوظائف الرئيسية للبنك
- وظيفة تعبئة الموارد والمدخرات : يستقى البنك موارده من مصدريْن أساسيْين، الأول هو الموارد الذاتية شاملاً رأس المال المدفوع والاحتياطيات والمخصصات، أما المصدر الثاني فيتمثل في الموارد الخارجية المتعلقة بحسابات العملاء والأوعية الادخارية التي يتيحها البنك... وقد لاقت الأوعية الادخارية الإسلامية التي طرحها البنك ـ بما لها من مزايا ـ إقبالاً وتجاوباً من جمهور المتعاملين في مصر والعالم الإسلامي، حيث نجح البنك في التخطيط والتنفيذ لمهمة تجميع الودائع وتنمية المدخرات، باعتبارها عصب الوظيفة الاستثمارية التي تمثل كيان العمل المصرفى الإسلامي، ويقف وراء هذا النجاح عدداً من المزايا التي يقدمها البنك للمودعين، أهمها الصيغة الإسلامية التي يتيحها من خلال أوعيته الادخارية المتنوعة سواء بالجنيه المصري أو العملات الأجنبية وتشمل الحسابات الجارية وحسابات الاستثمار العامة وشهادات الادخار الثلاثية وشهادات نماء السباعية ذات العائد المجمع، هذا بالإضافة إلى ملاءمة الحد الأدنى لتلك الأوعية لكافة المستويات مما ساعد على جذب شرائح من المدخرين عجزت البنوك الأخرى عن الوصول إليها، كما أن البنك ينفرد بميزة إمكانية سحب مبالغ أثناء مدة سريان الوديعة دون الحرمان من العائد على الجزء المتبقى...ويلاحظ في هذا الصدد اتسام قاعدة الايداعات بالبنك بالاستقرار والثبات النسبى، حيث تتوزع على أكثر من سبعمائة ألف حساب معظمهم من صغار المدخرين من الأفراد الطبيعيين.
- وظيفة استثمار وتوظيف الموارد: وعلى الجانب الآخر (الاستخدامات) تمكن بنك فيصل الإسلامي المصري من تحقيق إنجازات ملموسة في مجال عمليات التوظيف والاستثمار وفقاً لسياسته التي اختطها في إطار المعاملات الشرعية التي يقوم عليها عمل المصارف الإسلامية، وانطلاقاً من تلك السياسة تعددت أوجه التوظيف لدى البنك لتشمل التمويل بالمشاركة والمضاربات الشرعية وبيع المرابحة وعقود بيع السلم والاستصناع والاتجار المباشر وكذا تأسيس الشركات والمساهمة في ظل رءوس أموالها، وهذه تمثل في مجموعها أهم الأساليب الشرعية للتمويل في النظام المصرفى الإسلامي... وقد أدى النجاح في مجال تجميع المدخرات وتنمية الودائع إلى زيادة الموارد المتاحة للتشغيل، مما استتبع معه مضاعفة الجهد للوصول إلى معدلات استثمار مناسبة بطرق شرعية وأدوات تمويلية واستثمارية جديدة تعود بالخير على المتعاملين.
- وظيفة أداء الخدمات المصرفية: تعد هذه الوظيفة من أهم السمات المميزة للنظام المصرفى المعاصر، نظراً لما تدره من عائد فضلاً عن دورها الأساسي في جذب العملاء وحثهم على التعامل مع البنك في المجالات الأخرى، وعلى هذا حظيت الخدمات المصرفية بنصيب الأسد في عملية التطوير والتحديث والتي ما زالت مستمرة ومتصاعدة بفضل ثورة المعلومات والتقدم التكنولوجى في مجال الاتصالات... وتجاوباً مع الاتجاهات الحديثة للنظم المصرفية العالمية وعملاً على دعم الأنشطة في كافة المجالات وانطلاقاً من كونه بنكاً شاملاً بالمعنى الحقيقى للبنك الشامل ـ فقد أولى البنك عناية فائقة لوظيفته كمقدم للخدمات وصارت ضمن استراتيجيته في الأجلين المتوسط والطويل ولاسيما وأن أغلب الخدمات لا يتعارض مع أحكام الشريعة الإسلامية.وفي سبيل إتاحة خدمات مصرفية راقية لعملائه أدخل البنك تقنيات متطورة وأساليب حديثة، حيث تم التحول الكامل من نظام العمل اليدوى إلى نظام العمل الآلى على مستوى جميع الفروع، وتشمل الخدمات الإلكترونية القائمة حالياً النظم المستحدثة بالنسبة لمضاهاة التوقيعات والصارفات الآلية والبنك الصوتى وتقديم العديد من الخدمات عبر شبكة الإنترنت وبطاقات الدفع الدولية (فيزا إلكترون)والتحصيل الإلكترونى للشيكات وإصدار دفاتر الشيكات والسويفت المحلى والدولي والاستعلام عن أحكام البروتستو والإفلاس فضلاً عن غرفة التداول في الأوراق المالية ونظام رويتر.

## الخدمات الاجتماعية
- صندوق الزكاة:

تتركز الخدمات الاجتماعية في صندوق الزكاة الذي يعتبر أحد الأجهزة الرئيسية ببنك فيصل الإسلامي المصري وأحد سماته الحضارية باعتباره أول مصرف إسلامي في مصر يلتزم في كافة معاملاته بأحكام الشريعة الغراء ومنها أداء الزكاة الواجبة شرعاً على أموال البنك (المساهمين) فقد نصت المادة رقم (3) من القانون رقم (48) لسنة 1977 الخاص بإنشاء البنك على ما يلى :[ تخضع جميع معاملات البنك وأنشطته لما تفرضه الأحكام والقواعد الأساسية في الشريعة وخاصةً فيما يتعلق بتحريم التعامل بالربا وبأداء الزكاة المفروضة شرعاً، وتعتبر الزكاة التي يؤديها البنك من قبيل التكاليف على الإنتاج، ويتولى شيخ الجامع الأزهر ووزير الأوقاف التحقق من التزام البنك بتخصيص الزكاة وإنفاقها في مصارفها الشرعية ].كما نص قرار فضيلة وزير الأوقاف رقم 77 لسنة 1977 بإصدار النظام الأساسي للبنك في المادة الرابعة على ما يلى : [ يجوز للبنك قبول الهبات والتبرعات من الأفراد والهيئات بغرض إنفاقها فيما يحقق أهداف البنك وفي الخدمات الاجتماعية والمساعدات ويكون قبولها بقرار من مجلس الإدارة ]. وفي جانب الموارد يعمل القائمون على الصندوق قصارى جهدهم من أجل تنميتها، ويتلقى الصندوق زكاة الأموال من حسابات الاستثمار عن طريق خصم الزكاة المستحقة شرعاً من الأرباح المحققة في حساباتهم، وكذا الزكوات المستحقة على توزيعات مساهمى البنك، وقد نمت هذه الموارد بشكل مطرد حتى فاقت حصيلة الزكاة رأس مال البنك في بعض السنوات. ومن جهة أخرى، أقبل العديد من الأفراد من غير المتعاملين مع البنك ـ بعد أن لمسوا خدمات الصندوق لمستحقى الزكاة من الأفراد والهيئات ـ على إيداع زكوات أموالهم بالصندوق لكى يقوم الصندوق بإنفاقها على مستحقيها في مصارفها الشرعية. وفي جانب المصارف وكما يبذل القائمون على الصندوق الجهود لتنمية موارده عاماً بعد عام، فإن جهودهم في توجيه هذه الموارد تفوق بكثير الاهتمام بتنمية الموارد بهدف وصول أموال الزكاة إلى مستحقيها دون سواهم. وعلى ضوء المصارف الشرعية للزكاة فإن لجنة صندوق الزكاة بالبنك وفروعه تحرص على وضع السياسة التي تكفل الاستخدام الأمثل لأموال الزكاة.
- حسابات الاستثمار الخيرية:

استحدث البنك نظام الحسابات الخيرية ليكفل لجمهور المسلمين تحقق أمريْن أساسييْن، أولهما ضمان توافر دخل مستمر يوجه لأوجه البر والخير وثانيهما إعمال أسلوب ميسر للصدقة الجارية.
- القروض الحسنة:

يمنح البنك قروضاً حسنة لذوى الاحتياجات والذين يعانون من ظروف طارئة وتُرد هذه القروض دون زيادة على قيمتها.
- مكتبة البنك :

لا تقتصر أنشطة البنك على المجالات المصرفية والمالية والجانب الاجتماعى فقط بل تمتد تلك الأنشطة لتشمل مجالاً حيوياً آخراً ألا وهو الأنشطة الثقافية، والبنك يعطى عناية فائقة لدعم وإثراء ونشر الفكر الاقتصادى الإسلامي بصفة عامة والمصرفى بصفة خاصة، ولا يقف نشر هذه الثقافة على العاملين فحسب، وإنما يستهدف بها الوصول إلى جمهور المواطنين. وفي سبيل تحقيق هذا الهدف قام البنك من خلال مكتبته والتي تحوى أهم الكتب والمراجع والدوريات العلمية الحديثة في مختلف فروع العلم، بنشر المعرفة بين العاملين بالبنك فضلاً عن تقديم كافة التسهيلات للباحثين والدارسين من معظم دول العالم ومن المعاهد العلمية المختلفة وذلك في مجالات الاقتصاد والبنوك الإسلامية. ويتم تدعيم المكتبة سنوياً بمجموعة حديثة من المراجع وأمهات الكتب التي لا غنى عنها للباحثين والدارسين، وتعمل كمركز إشعاع للثقافة الإسلامية على مستوى محافظات الجمهورية، وقد تم ميكنة عملياتها من خلال حاسب آلى شخصى مما زاد من كفاءتها وعمل على تيسير أدائها لدورها المنشود.كما يولى البنك عملية المشاركة في المؤتمرات والندوات العلمية سواء التي عقدت بالداخل أو الخارج أهمية بالغة، وساهم في معظمها بفاعلية من خلال الأبحاث العلمية الجادة والمناقشات المثمرة.و يستقبل البنك عدداً كبيراً من المبعوثين من الدول الأجنبية، فضلاً عن الوفود التي تتوالى عليه، بغرض التعرف على أنشطة البنك المختلفة والإفادة من تجربته في مجال العمل المصرفى الإسلامي.

## الشركات التابعة
- فيصل للاستثمارات المالية
- فيصل لتداول الأوراق المالية
- صرافة بنك فيصل
- الإسلامية للتجارة الخارجية
- الإسلامية للثروة الحيوانية
- الإسلامية لمواد التغليف
- مصر لمواد التغليف
- يونايتد للصناعة والتجارة
- ستاندارد للأحذية
- العالمية للإستيراد والتصدير

## وصلات خارجية
- موقع بنك فيصل الإسلامي المصري
- علاقات المستثمرين والشركات التابعة والشقيقة لبنك فيصل الإسلامي المصري